# Waterschap IJsselland-Baakse Beek
Het Waterschap IJsselland-Baakse Beek was een waterschap in Gelderland.

## Geschiedenis
Het waterschap ontstond in 1983 uit een fusie van de waterschappen Polderdistrict IJsselland en Waterschap Baakse Beek. In 1997 ging het op in het Waterschap Rijn en IJssel, tezamen met Polderdistrict Rijn en IJssel, Waterschap De Schipbeek, Waterschap van de Berkel, Waterschap van de Oude IJssel en Zuiveringsschap Oostelijk Gelderland.